# Mondial Moto

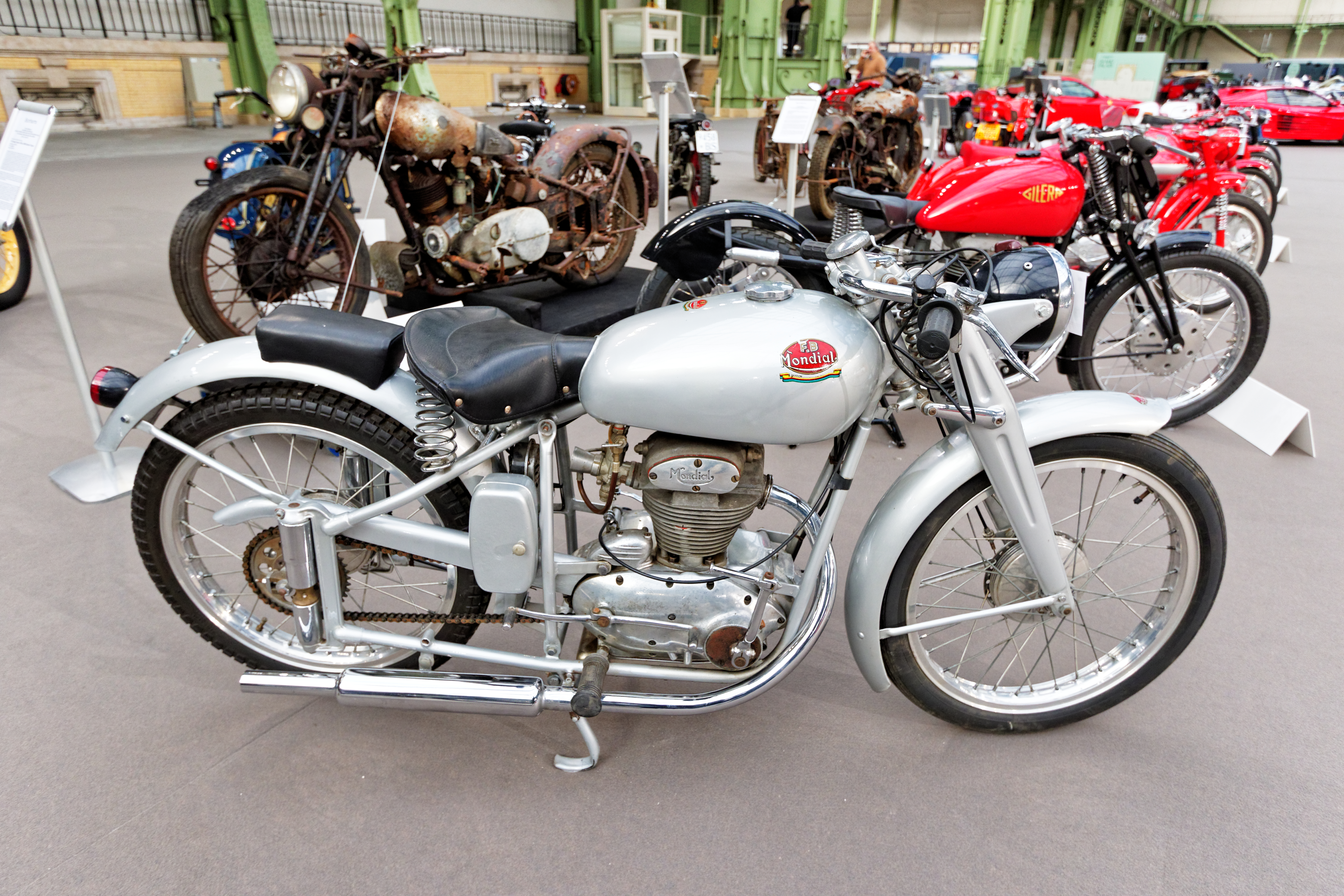
Uma FB Mondial 125 cm³ de 1949.

A Mondial, também conhecida como FB-Mondial e Mondial Moto, foi uma empresa italiana fabricante de motocicletas, que teve enorme notoriedade durante a primeira década do campeonato mundial de motovelocidade, entre 1949 e 1957, período em que conquistou cinco títulos de construtores e outros cinco de pilotos.
A empresa esteve entre as fabricantes a participarem da primeira edição do campeonato mundial, terminando com o título de construtores e pilotos com Nello Pagani nas 125cc naquele ano. Os títulos se repetiriam nos dois anos seguinte, com Bruno Ruffo pilotando em 1950 e Carlo Ubbiali em 1951. Apesar disso, só conquistaria o título novemente em 1957, que também acabaria sendo seu melhor ano, quando conquistou os títulos de construtores e pilotos nas 125cc, com o britânico Cecil Sandford, e nas 250cc, com Tarquinio Provini.
Após a conquista da dobradinha em 1957, a direção da empresa, seguindo o exemplo de outras fabricantes italianas, abandou o mundial citando aumento de custos e baixo número de vendas. Esta decisão acabaria se mostrando um desastre para a empresa, que vendeu sua última moto própria em 1960, passando a utilizar partes terceirizadas até 1979, quando encerrou suas atividades, embora tenha sido revivida anos depois.